# Corydalis sewerzowii
Corydalis sewerzowii är en vallmoväxtart som beskrevs av Eduard August von Regel. Corydalis sewerzowii ingår i släktet nunneörter, och familjen vallmoväxter. Inga underarter finns listade i Catalogue of Life.